# Дьяков, Иван Николаевич
Иван Николаевич Дьяков (род. 3 октября 1937 года станица Троицкая, Краснодарский край — дата и место смерти неизвестны) — советский партийный и государственный политический деятель.

## Биография
Член ВКП(б) с 1962 года. Окончил Одесское высшее инженерное морское училище, Академию общественных наук при ЦК КПСС.
В 1958—1963 гг. работал электромонтером в колхозе, электриком на заводе;
В 1963—1964 гг. второй секретарь Новороссийского горкома ВЛКСМ;
В 1964—1987 гг. инструктор, заведующий отделом Новороссийского горкома КПСС, инструктор, заместитель заведующего, заведующий отделом Краснодарского крайкома КПСС, первый секретарь Краснодарского горкома КПСС, второй секретарь Краснодарского крайкома КПСС;
В 1987—1988 гг. инспектор ЦК КПСС в Москве;
В 1988—1990 гг. первый секретарь Астраханского обкома КПСС;
Избирался депутатом Верховного Совета РСФСР 11-го созыва и народным депутатом Съезда народных депутатов СССР от Астраханского территориального избирательного округа № 122 Астраханской области; член Комиссии Совета Союза по вопросам развития промышленности, энергетики, техники и технологии.
В 1990—1991 гг. депутат — председатель Астраханского областного Совета народных депутатов. в 1991 г. был смещен с поста председателя областного Совета из-за поддержки ГКЧП; был женат, есть дети.